# Le Quesnel
Le Quesnel és un municipi francès situat al departament del Somme i a la regió dels Alts de França. L'any 2007 tenia 677 habitants.

## Demografia

### Població

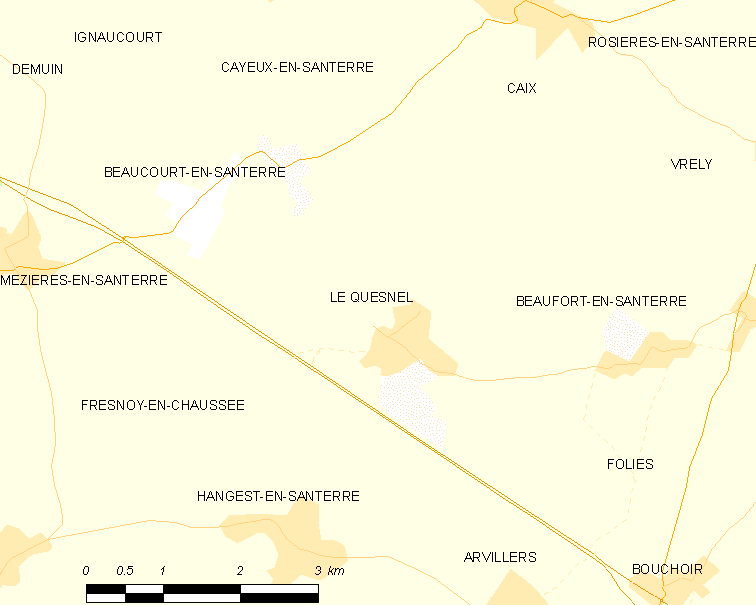

El 2007 la població de fet de Le Quesnel era de 677 persones. Hi havia 242 famílies de les quals 50 eren unipersonals (15 homes vivint sols i 35 dones vivint soles), 58 parelles sense fills, 119 parelles amb fills i 15 famílies monoparentals amb fills.
La població ha evolucionat segons el següent gràfic:
Habitants censats

### Habitatges
El 2007 hi havia 301 habitatges, 254 eren l'habitatge principal de la família, 36 eren segones residències i 11 estaven desocupats. Tots els 301 habitatges eren cases. Dels 254 habitatges principals, 219 estaven ocupats pels seus propietaris, 29 estaven llogats i ocupats pels llogaters i 7 estaven cedits a títol gratuït; 8 tenien dues cambres, 46 en tenien tres, 59 en tenien quatre i 142 en tenien cinc o més. 177 habitatges disposaven pel capbaix d'una plaça de pàrquing. A 100 habitatges hi havia un automòbil i a 134 n'hi havia dos o més.

### Piràmide de població

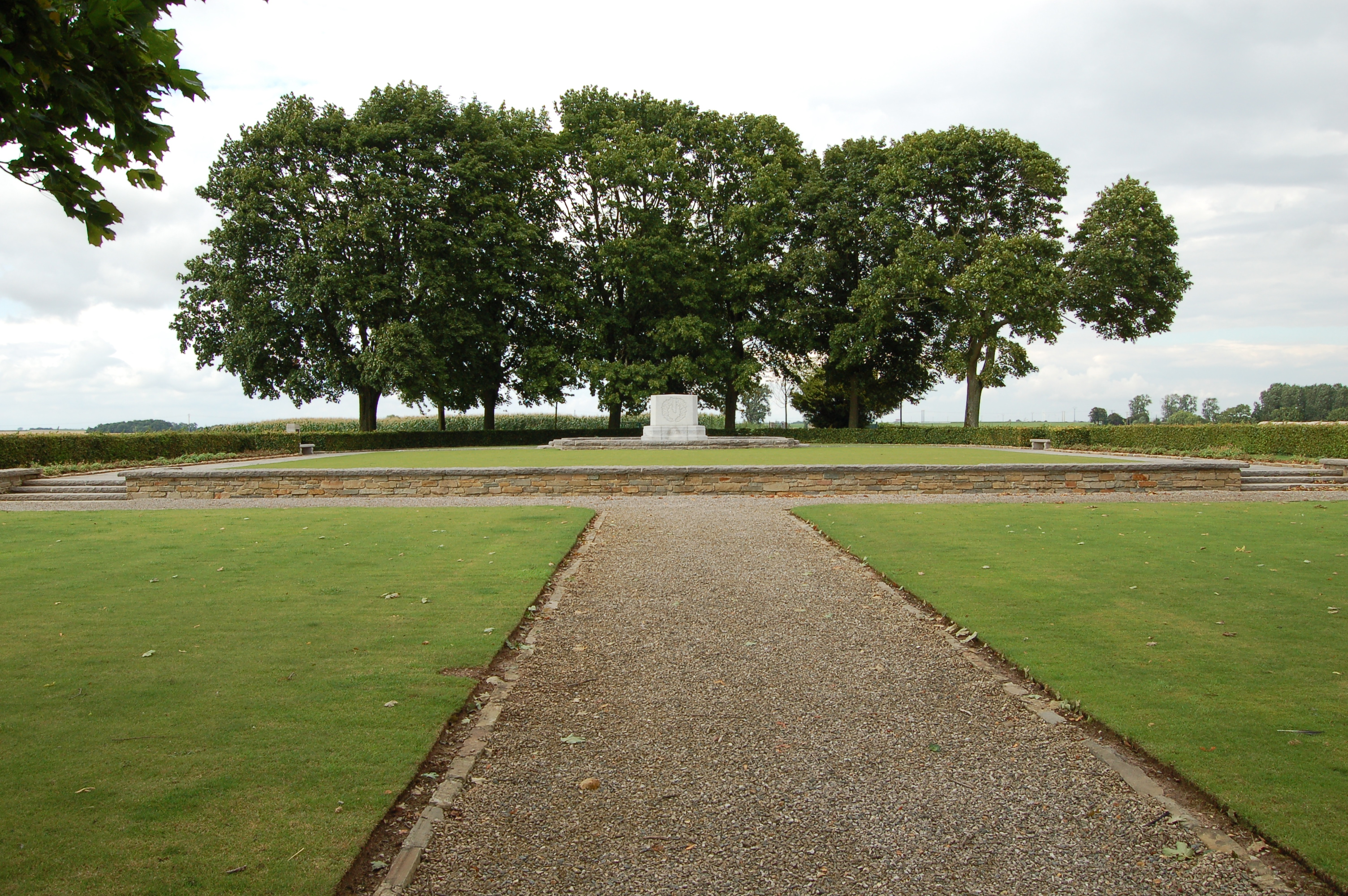
memorial

La piràmide de població per edats i sexe el 2009 era:
| Homes | Edats   | Dones |
| ----- | ------- | ----- |
| 0     | 95 o +  | 0     |
| 0     | 90 a 94 | 0     |
| 0     | 85 a 89 | 4     |
| 4     | 80 a 84 | 8     |
| 8     | 75 a 79 | 20    |
| 12    | 70 a 74 | 20    |
| 4     | 65 a 69 | 4     |
| 8     | 60 a 64 | 8     |
| 0     | 55 a 59 | 0     |
| 24    | 50 a 54 | 16    |
| 20    | 45 a 49 | 20    |
| 12    | 40 a 44 | 12    |
| 24    | 35 a 39 | 32    |
| 24    | 30 a 34 | 32    |
| 12    | 25 a 29 | 12    |
| 28    | 20 a 24 | 4     |
| 20    | 15 a 19 | 12    |
| 20    | 10 a 14 | 12    |
| 16    | 5 a 9   | 24    |
| 4     | 0 a 4   | 4     |

## Economia
El 2007 la població en edat de treballar era de 457 persones, 355 eren actives i 102 eren inactives. De les 355 persones actives 313 estaven ocupades (171 homes i 142 dones) i 41 estaven aturades (19 homes i 22 dones). De les 102 persones inactives 28 estaven jubilades, 30 estaven estudiant i 44 estaven classificades com a «altres inactius».

### Ingressos
El 2009 a Le Quesnel hi havia 251 unitats fiscals que integraven 667 persones, la mediana anual d'ingressos fiscals per persona era de 17.440 €.

### Activitats econòmiques
Dels 22 establiments que hi havia el 2007, 3 eren d'empreses extractives, 3 d'empreses de construcció, 7 d'empreses de comerç i reparació d'automòbils, 3 d'empreses de transport, 1 d'una empresa d'hostatgeria i restauració, 1 d'una empresa d'informació i comunicació, 1 d'una empresa immobiliària, 1 d'una empresa de serveis, 1 d'una entitat de l'administració pública i 1 d'una empresa classificada com a «altres activitats de serveis».
Dels 6 establiments de servei als particulars que hi havia el 2009, 1 era una oficina de correu, 2 tallers de reparació d'automòbils i de material agrícola, 2 paletes i 1 restaurant.
L'any 2000 a Le Quesnel hi havia 12 explotacions agrícoles que ocupaven un total de 639 hectàrees.

## Equipaments sanitaris i escolars
El 2009 hi havia una escola elemental integrada dins d'un grup escolar amb les comunes properes formant una escola dispersa.

## Poblacions més properes
El següent diagrama mostra les poblacions més properes.